# Lucious Harris
Lucious H. Harris (Los Ángeles, California, Estados Unidos; 18 de diciembre de 1970) es un exjugador de baloncesto profesional que fue seleccionado por Dallas Mavericks en la segunda ronda (puesto 28 sobre el total) en el Draft de 1993.

## Trayectoria deportiva

### Universidad
El 3 de febrero de 2007, la camiseta de Harris con el número 30 fue retirada por la Universidad de Long Beach durante el descanso de los 49ers contra la Universidad del Pacífico (EE. UU.).  Harris fue el máximo anotador de la historia en su colegio, anotando 2.312 puntos en su carrera. Además, Harris también posee el récord de anotación del colegio en una sola temporada, con 739 puntos en la temporada 1992-93.

### Profesional
Jugó para los Mavericks, Philadelphia 76ers, New Jersey Nets y Cleveland Cavaliers en doce temporadas. Además jugó en las finales de la NBA de 2002 y 2003 como miembro de los Nets. Jugó 800 partidos y anotó un total de 5.784 puntos en su carrera en la NBA.
Fue seleccionado jugador de la semana de la Conferencia Este en la semana de 23 al 29 de diciembre de 2003.
Jugó siete temporadas para los New Jersey Nets antes de ser puesto en libertada debido a problemas con el límite salarial finalizada la temporada de 2004. Más tarde acabaría en Cleveland Cavaliers en la temporada 2004-05, sin embargo Harris tendría un pobre 40% en tiros de campo y un 32% desde la línea de triple mientras promediaba 4.3 puntos por partido (la marca más baja en toda su carrera). La siguiente temporada, Harris volvió a ser puesto en libertad en un intento de los Cavaliers de estar por debajo del  límite salarial.